# ごきげんよう、一局いかが?
『ごきげんよう、一局いかが？』（ごきげんよう いっきょくいかが）は、卯花つかさによる日本の4コマ漫画作品。『まんがタイムきららキャラット』（芳文社）にて、2022年8月号より連載中。まんがタイムきらら系列誌の掲載作としては珍しいワイド4コマの形式をとっている。

## あらすじ
由緒正しきお嬢様学校・鳳女学院の高等部に入学するも、直後にインフルエンザに罹患してしまった主人公・北王子冴。友達作りにも出遅れ、昼休みのたび裏庭で一人隠れるように麻雀アプリを遊ぶ日々を送る冴だったが、ある日、学院内でもトップクラスのお嬢様・神南千星にその光景を見られてしまう。麻雀に興味を持った千星を呼び水に、クラスメイトの西園寺乃々花と乃々花を慕う中等部の東海林純礼も麻雀仲間に加わり、お嬢様たちは密かな麻雀生活を送っていく。

## 登場人物

### 主要な登場人物
北王子 冴（きたおうじ さえ）
誕生日:6月7日 / 身長:159cm
本作の主人公。鳳女学院高等部1年生。入学式直後にインフルエンザに罹患し、病欠中に兄から教わった麻雀アプリ「雀結」をきっかけに麻雀にハマる。千星や乃々花と比べると麻雀歴こそ僅かに長いものの腕前は初心者の域を出ない。周囲の視線を気にしがちな性格で、麻雀についてもお嬢様学校では受け容れられ難い隠すべき趣味だと思っている。
神南 千星（かんなみ ちせ）
誕生日:12月19日 / 身長:159cm
冴のクラスメイト。鳳女学院高等部1年生。家柄の良い生徒が多く通う鳳女学院にあっても特別視される名家の娘で、容姿端麗かつ所作も優雅な「トップオブお嬢様」。昼休みの裏庭で麻雀アプリを遊ぶ冴を見たことで麻雀に興味を持ち、自身も裏庭に通うようになる。麻雀の腕前は初心者。
西園寺 乃々花（さいおんじ ののは）
誕生日:2月26日
冴のクラスメイト。鳳女学院高等部1年生。教室でアイコンタクトをとる冴と千星を目にしたことで裏庭まで後をつけ、2人の関係を知ると共に麻雀仲間の一員となった。面倒見が良く、特に幼馴染の純礼に対しては母親のような目線で接する場面も見られる。アプリ内アバターの制作に午前3時までかける凝り性な面も持つ。麻雀の腕前は初心者。
東海林 純礼（しょうじ すみれ）
誕生日:4月4日
乃々花の幼馴染。鳳女学院中等部3年生。高等部に進学した乃々花が自身と昼休みを過ごさなくなったことで冴や千星にとられてしまったと思い、乃々花を賭けた麻雀勝負を申し込む。勝負自体は自身のトップで終わったものの、乃々花に言いくるめられ、結果的に麻雀仲間に引き入れられる。麻雀仲間に加わる以前より家族麻雀の経験があり、ある程度戦略的な打ち回しをすることができる。

### その他の登場人物
花新發 いのり（かしば いのり）
鳳女学院中等部3年生。純礼のクラスの学級委員長。
中峰 翠子（なかみね みどりこ）
鳳女学院中等部3年生。純礼のクラスの副委員長。
西園寺 花織（さいおんじ かおり）
乃々花の妹。小学校3年生。

## 舞台・用語
鳳女学院（おおとりじょがくいん）
冴や千星らの通う由緒正しきお嬢様学校。
雀結（じゃんむす）
冴が麻雀にハマるきっかけとなったゲームアプリ。作中の対局の多くが本アプリを通じて行われる。プレイヤーごとにゲーム内アバターを設定することができ、対局中は各キャラクターが個々のアバターの姿となって描写される。

## 評価
麻雀漫画研究家・フリーライターのV林田は、近年に至るまで麻雀漫画が掲載されてこなかった雑誌・媒体で連載を開始した麻雀漫画の一つとして、同じく卯花つかさがコミカライズとしてかかわった『ぽんのみち』（『なかよし』連載）や平岡一輝の『雀児』（『少年ジャンプ+』）と並べて『まんがタイムきららキャラット』で連載を開始した本作について言及した。本格闘牌の難しい4コマ漫画において、横長コマを用いて牌姿を一定以上描くなどの工夫を評価した。

## 書誌情報
- 卯花つかさ『ごきげんよう、一局いかが？』芳文社〈まんがタイムKRコミックス〉、既刊3巻（2024年11月27日現在）[5]
  1. 2023年4月27日発売[1]、ISBN 978-4-8322-7458-7
  2. 2024年2月27日発売、ISBN 978-4-8322-9527-8
  3. 2024年11月27日発売、ISBN 978-4-8322-9588-9